# Gabi Streile
Gabi Streile (* 1950 in Karlsruhe) ist eine deutsche Malerin.

## Leben
Gabi Streile studierte von 1970 bis 1976 an der Staatlichen Karlsruher Akademie der Bildenden Künste bei den Professoren Klaus Arnold, Peter Dreher, Harry Kögler und Franz Bernhard. Sie erhielt 1987 ein Stipendium der Kunststiftung Baden-Württemberg und 2002 den Hanna-Nagel-Preis der Stadt Karlsruhe. Seit 1983 ist sie mit dem Maler Werner Schmidt verheiratet und hat zwei Töchter. Gabi Streile lebt und arbeitet in Oberkirch, mit Ateliers in Offenburg und Berlin. Sie ist Mitglied im Künstlerbund Baden-Württemberg, der Münchener Secession, der GEDOK, dem Bundesverband Bildender Künstlerinnen und Künstler, sowie dem Plakatawandkunst e.V.

## Werk

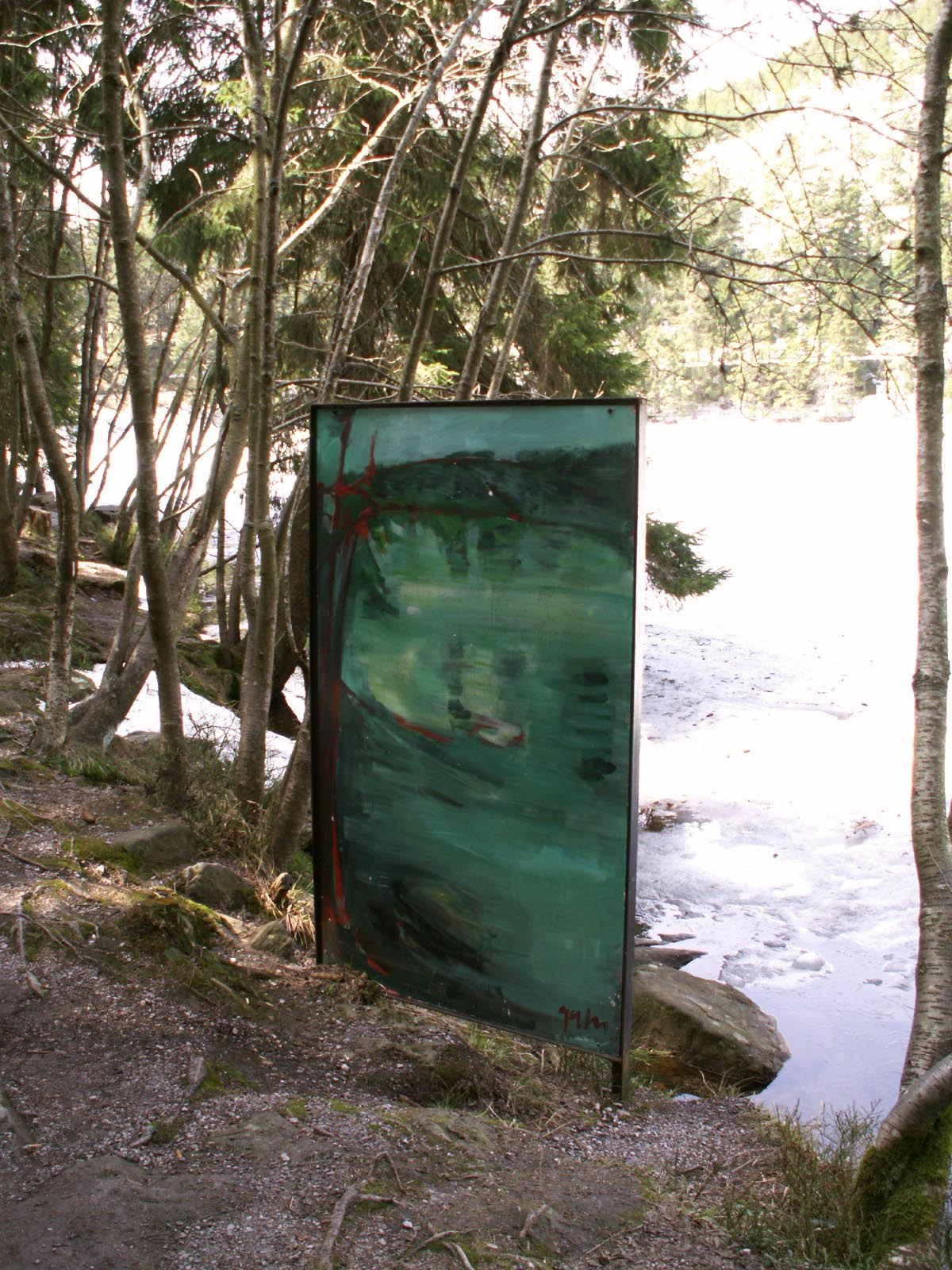
Gabi Streile, arboris aspectus, 2001, Kunstpfad am Mummelsee

Gabi Streile thematisiert überwiegend Landschaft und Pflanzenstillleben. Dabei verbindet sie Stilmittel der expressiven Malerei mit denen des Postimpressionismus und erzeugt eine Balance zwischen Gegenständlichkeit und Abstraktion.
Arbeiten von Gabi Streile befinden sich in zahlreichen staatlichen und privaten Sammlungen, darunter in der Sammlung des Deutschen Bundestags.

## Preise und Auszeichnungen
- 1977: Förderpreis der Sparkasse Karlsruhe[7]
- 1981: Jugendpreis „Hommage à Baden-Baden“
- 1987: Stipendium der Kunststiftung Baden-Württemberg[1]
- 1992: Kunstpreis der Stadt Bühl
- 1996: Kunstpreis der Stadt Offenburg
- 2002: Hanna-Nagel-Preis der Stadt Karlsruhe[2]
- 2002: Arbeitsstipendium Mummelsee
- 2015: Kunstpreis der Sparkasse Karlsruhe, 2. Preisträgerin[7]
- 2023: Stipendium Stiftung Bartels Fondation, Basel[8]

## Ausstellungen
- 2023. Night and Day, Kunst im Rathaus, Walldorf (mit Werner Schmidt)[9]
- 2022: Komplementär, Galerie Monica Ruppert, Frankfurt (mit Werner Schmidt)
- 2021: 40 Jahre Malerei, Galerie Tammen, Berlin[5]
- 2020: Bilder aus 40 Jahren, Galerie Rottloff, Karlsruhe
- 2020: Day and Night, Night and Day (mit Werner Schmidt) Galerie Wohlhüter, Thalheim[10]
- 2019: Malzeit, Galerie im Tulla, Mannheim
- 2019: Raum.., Kunsthaus Potsdam (mit Werner Pokorny und Werner Schmidt)
- 2019: Dazwischen, Münchener Secession in Pfarrkirchen (mit Ilona Herreiner)
- 2019: Vom Norden und Süden, Stiftung Burg Kniphausen, Wilhelmshaven (mit Werner Schmidt)
- 2019: Galerie Meier, Freiburg (mit Susanne Zuehlke)
- 2019: Malerei, Skulptur, Zeichnung, Fotografie, Galerie Tammen, Berlin (mit Ellen Mäder-Gutz und Joseph Kerscher)
- 2018 Titanweiß + Rosenrot Gesellschaft der Freunde junger Kunst Baden-Baden[11]
- 2016: Komplementär, Kunstverein Offenburg-Mittelbaden (mit Werner Schmidt)
- 2016: Natura duce, Marburger Kunstverein
- 2016: Kunstverein Rastatt[12]
- 2015: Gabi Streile / Karl Manfred Rennertz, Galerie Wohlhueter, Thalheim
- 2015: Gabi Streile, Gemälde, Galerie Klaus Lea, München
- 2015: Natura duce, Galerie Zehntscheune, Bad Homburg
- 2015: Gabi Streile / Eva Schaeuble, Galerie Tammen & Partner, Berlin[4]
- 2013: Paarweise, Galerie Netuschil, Darmstadt (mit Werner Schmidt)
- 2013: Galerie Tammen, Berlin (mit Werner Schmidt)
- 2013: Galerie Arthea, art Karlsruhe, One Artist
- 2013: Silent Poems, Galerie Wohlhueter, Thalheim (mit Bob Thiele und Werner Schmidt)
- 2013: Galerie Arthea, Mannheim (dto.)
- 2013: Galerie Rottloff, Karlsruhe (mit Werner Schmidt)

- 2012: Profile in der Kunst am Oberrhein, Museum Hurrle, Durbach (mit Rolf Zimmermann)
- 2012: Galerie Robert Keller, Kandern
- 2012: Stadt, Land, Fluss, Gesellschaft für Kunst und Kultur, Sigmaringen (mit Jörg Bach und Werner Schmidt)
- 2012: Städtische Galerie Rottenburg (mit Werner Schmidt)
- 2011: Gabi Streile, Natur, Neues Schloss Kißlegg
- 2011: Kunst im Rathaus, Stadt Walldorf
- 2011: Natürlich, Galerie Meier, Freiburg (mit Werner Schmidt)
- 2011: Sommergäste, Galerie Tammen, Berlin (mit Herbert Mehler)
- 2011: Späte Rosen, frühe Himmel, Galerie Arthea, Mannheim (mit Werner Schmidt)
- 2010: Eur´art, Anciens abattoirs, Erstein (F), (mit Daniel Depoutot und Werner Schmidt)
- 2009: Galerie Tammen, Berlin (mit Werner Schmidt und Jörg Bach)
- 2009: Galerie Meier, Freiburg (mit Werner Schmidt)
- 2009: Städtische Galerie Papa (Ungarn)
- 2008: Galerie Arthea & Lauth, Mannheim
- 2008: Galleria Comunale, Spoleto (Italien)
- 2007: Gabi Streile-Landschaften, Galerie Rottloff Karlsruhe
- 2007:  Gabi Streile/Werner Schmidt, Malerei, Galerie am Hauptplatz, Fürstenfeldbruck
- 2007:  Galerie Netuschil, Darmstadt
- 2007:  Gabi Streile ,Asparagus, Kunstverein Schwetzingen
- 2007:  Gabi Streile/Armin Göhringer, Kunst in der Klenge, Nagold
- 2007:  Städtische Galerie Kehl
- 2005: Gabi Streile, Tulip, Kunstkreis Südliche Bergstraße, Wiesloch-Walldorf
- 2004: Galerie Meier, Freiburg
- 2004: Foire Europeenne, Strasbourg
- 2003:  Galerie Rottloff, Karlsruhe
- 2003:  Gruß aus Oberkirch, Galerie Linde, Villingen-Obereschach (mit Rainer Braxmaier und Rainer Nepita)
- 2002: Verleihung des Hanna-Nagel-Preises, Kurpfälzisches Museum Heidelberg
- 2001:„…was wächst“ Naturstücke – Neue Bilder, Galerie Netuschil, Darmstadt
- 2001: Blue in Green, Kunstverein Kirchzarten
- 1999: Galerie im Alten Rathaus, Kulturkreis Denzlingen
- 1999: Malen, Malen, Galerie im Torschloß Tettnang (mit Werner Schmidt)
- 1998  Museum im Ritterhaus, Offenburg
- 1989  Galerie parterre, kommunale Galerie des Bezirksamts Pankow von Berlin (mit Rainer Braxmaier und Werner Schmidt)
- 1997: Kunstverein Weil am Rhein
- 1997: Romanischer Keller, Hypogalerie, Salzburg
- 1997: Galerie ka, Schaffhausen
- 1996: Kunstverein Adelberg
- 1995: Kunstverein Wilhelmshöhe, Ettlingen
- 1995: Galerie E.u.E. Schneider, Ottersweier
- 1995: Galerie Györfi, Herrenberg
- 1994: Galerie ka, Schaffhausen
- 1993: Galerie Elke Zink, Baden-Baden
- 1992: Asperger Gallery, Strasbourg (mit Ilana Isehayek, Johanna Helbling-Felix, Silvie Villaume)
- 1992: Galerie Stettener Schlößchen, Lörrach
- 1992: Galerie Wild, Lahr
- 1991: Künstlerhaus Karlsruhe (mit Gertraud Hamburger)
- 1991: Galerie E. und E. Schneider, Ottersweier
- 1991: Galerie Györfi, Rohrdorf (mit Rolf Zimmermann)
- 1990: Galerie Elke Zink, Baden-Baden
- 1990: Haus der Kunststiftung, Stuttgart (mit J. Kares)
- 1989: Kunstverein Rastatt
- 1989: Galerie Haus Geiselhart, Reutlingen (mit Rainer Braxmaier und Peter Hauck)
- 1989: Kunstverein Kirchzarten
- 1989: Galerie Stettener Schlößchen, Lörrach (mit Werner Schmidt)
- 1989: Werkstattgalerie „Alte Wäscherei“, Künstlerkreis, Offenburg
- 1989: Galerie Stettener Schlößchen, Lörrach
- 1987: Galerie Györfi, Herrenberg
- 1986: Städtische Galerie Friedrichshafen-Ailingen
- 1986: Galerie Stettener Schlößchen, Lörrach
- 1985: Der Baum, Heidelberger Kunstverein[13]
- 1984: Reuchlinhaus, Kunstverein Pforzheim (mit Rainer Braxmaier)
- 1983: Kunstverein Leonberg (mit Rainer Braxmaier)
- 1983: Jahresausstellung der Gesellschaft der Freunde junger Kunst, Staatliche Kunsthalle Baden-Baden (Gruppenausstellung)
- 1982: Landschaft – Fruchtbarkeit, Künstlerkreis Ortenau, Offenburg (mit Werner Schaub)
- 1981: Forum junger Kunst (Gruppenausstellung)
- 1980: Galerie im Sandkorn, Karlsruhe
- 1980: Deutscher Künstlerbund, Hannover (Gruppenausstellung)
- 1977: Forum junger Kunst (Gruppenausstellung)
- 1977: Karlsruher Künstler (Gruppenausstellung)
- 1977: Kunstpreis Junger Westen, Kunsthalle Recklinghausen (Gruppenausstellung)